# Динамо (Київ) у сезоні 1959
| «Динамо» (Київ) у сезоні 1959 | «Динамо» (Київ) у сезоні 1959 |
| ----------------------------- | ----------------------------- |
| Ліга                          | клас «А»                      |
| Місце в лізі                  | сьоме                         |
| Раунд у кубку                 | 1/16 фіналу                   |

У сезоні 1959 року київське «Динамо» завершило чемпіонат на сьомому місці. У кубку 1959/60 команда зупинилася на першій стадії, в 1/16 фіналу програла «Сібелектромотору».
Найбільше матчів у сезоні провели Віталій Голубєв і Володимир Єрохін (по 21). Бомбардир — Адамас Голодець (6 голів).
Статистика виступів у сезоні:
| Турнір    | І  | В | Н | П | РМ      | О  |
| --------- | -- | - | - | - | ------- | -- |
| Чемпіонат | 22 | 6 | 8 | 8 | 26 — 33 | 20 |
| Кубок     | 1  | 0 | 0 | 1 | 0 — 1   | 0  |

Керівництво клубу:
- Старший тренер: Олег Ошенков (до липня)
- Старший тренер: В'ячеслав Соловйов (з липня)
- Тренер: Віктор Терентьєв
- Тренер: Віктор Шиловський
- Капітан команди: Юрій Войнов (Віталій Голубєв)[1]

Статистика гравців:
| Футболіст             | Ліга     | Ліга     | Кубок    | Кубок    | Усього   | Усього   |
| Футболіст             | Ігри     | Голи     | Ігри     | Голи     | Ігри     | Голи     |
| Воротарі              | Воротарі | Воротарі | Воротарі | Воротарі | Воротарі | Воротарі |
| --------------------- | -------- | -------- | -------- | -------- | -------- | -------- |
| Андрій Гаваші         | 14       |          | 0        |          | 14       |          |
| Олег Макаров          | 8        |          | 0        |          | 8        |          |
| Петро Заєць           | 1        | 1п       | 0        |          | 1        | 1п       |
| Анатолій Проскуряков  | 0        |          | 1        | 1п       | 1        | 1п       |
| Захисники             |          |          |          |          |          |          |
| Володимир Єрохін      | 21       | 1        | 0        |          | 21       | 1        |
| Віталій Голубєв       | 21       |          | 0        |          | 21       |          |
| Анатолій Сучков       | 16       |          | 0        |          | 16       |          |
| Володимир Ануфрієнко  | 5        |          | 1        |          | 6        |          |
| Володимир Онисько     | 1        |          | 1        |          | 2        |          |
| Анатолій Шитий        | 0        |          | 1        |          | 1        |          |
| Півзахисники          |          |          |          |          |          |          |
| Юрій Войнов           | 20       |          | 0        |          | 20       |          |
| Василь Турянчик       | 16       | 1        | 0        |          | 16       | 1        |
| Йожеф Сабо            | 12       |          | 0        |          | 12       |          |
| Володимир Сорокін     | 7        |          | 1        |          | 8        |          |
| Тиберій Попович       | 4        |          | 0        |          | 4        |          |
| Ігор Фефлов           | 4        |          | 1        |          | 5        |          |
| Ігор Балакін          | 3        |          | 0        |          | 3        |          |
| Олександр Кольцов     | 1        |          | 0        |          | 1        |          |
| Віктор Пестриков      | 0        |          | 1        |          | 1        |          |
| Нападники             |          |          |          |          |          |          |
| Віктор Каневський     | 19       | 2        | 0        |          | 19       | 2        |
| Адамас Голодець       | 18       | 6        | 0        |          | 18       | 6        |
| Андрій Біба           | 17       | 5        | 0        |          | 17       | 5        |
| Георгій Граматикопуло | 16       | 4        | 0        |          | 16       | 4        |
| Валерій Лобановський  | 10       | 4        | 0        |          | 10       | 4        |
| Іван Диковець         | 9        | 2        | 0        |          | 9        | 2        |
| Віктор Серебряников   | 7        |          | 0        |          | 7        |          |
| Віктор Фомін          | 4        |          | 0        |          | 4        |          |
| Олег Базилевич        | 3        |          | 1        |          | 4        |          |
| Борис Русланов        | 3        |          | 0        |          | 3        |          |
| Іштван Секеч          | 2        |          | 1        |          | 3        |          |
| Михайло Коман         | 1        |          | 0        |          | 1        |          |
| Микола Пінчук         | 0        |          | 1        |          | 1        |          |
| Євген Снітко          | 0        |          | 1        |          | 1        |          |

У списку «33 кращих гравців СРСР»: Юрій Войнов (№1).
Кияни оскаржили результат гри з московським «Динамо», яка відбулася 2 травня (поразка 2:3). Федерація протест відхила, але представники обох команд домовилися про перегравання, яке пройшло у жовтні і завершилося внічию (0:0). В анульованому матчі грали: Макаров, Єрохін, Голубєв (1 гол), Попович, Войнов, Фефлов (Коман), Граматикопуло, Балакін, Каневський, Голодець, Фомін (1 гол).